# Kōji Murofushi
Kōji Arekusandā Murofushi (en japonés: 室伏 アレクサンダー 広治; Numazu, Prefectura de Shizuoka, 8 de octubre de 1974) es un atleta japonés especialista en el lanzamiento de martillo, donde ha conseguido una medalla de oro.
En los Juegos Olímpicos de 2004, fue medalla de plata por detrás del húngaro Adrián Annus. Sin embargo, Annus fue desposeído de la medalla de oro por un escándalo con las drogas, con lo que Murofushi pasó a ser campeón olímpico.

## Palmarés
| Año  | Competición                 | Ciudad    | Clasificación | Marca   |
| ---- | --------------------------- | --------- | ------------- | ------- |
| 1992 | Campeonato del Mundo Junior | Seúl      | 8º            | 65,78 m |
| 1993 | Campeonatos de Asia         | Manila    | 2º            | 65,54 m |
| 1994 | Juegos Asiáticos            | Hiroshima | 2º            | 67,48 m |
| 1995 | Campeonatos de Asia         | Yakarta   | 2º            | 69,24 m |
| 1997 | Mundial de Atletismo        | Atenas    | 10º           | 74,82 m |
| 1998 | Campeonatos de Asia         | Fukuoka   | 2º            | 74,17 m |
| 1998 | Juegos Asiáticos            | Bangkok   | 1º            | 78,57 m |
| 2000 | Juegos Olímpicos            | Sídney    | 9º            | 76,60 m |
| 2000 | IAAF Grand Prix Final       | Doha      | 2º            | 80,32 m |
| 2001 | Mundial de Atletismo        | Edmonton  | 2º            | 82,92 m |
| 2002 | Campeonatos de Asia         | Colombo   | 1º            | 80,45 m |
| 2002 | Juegos Asiáticos            | Busan     | 1º            | 78,72 m |
| 2002 | IAAF Grand Prix Final       | Paris     | 1º            | 81,14 m |
| 2002 | Copa del Mundo de Atletismo | Madrid    | 2º            | 80,08 m |
| 2003 | Mundial de Atletismo        | París     | 3º            | 80,12 m |
| 2004 | Juegos Olímpicos            | Atenas    | 1º            | 82,91 m |
| 2006 | IAAF World Athletics Final  | Stuttgart | 1º            | 81,42 m |
| 2006 | Copa del Mundo de Atletismo | Atenas    | 1º            | 82,01 m |
| 2007 | Mundial de Atletismo        | Osaka     | 6º            | 80,46 m |
| 2007 | IAAF World Athletics Final  | Stuttgart | 3º            | 77,95 m |
| 2008 | Juegos Olímpicos            | Pekín     | 5º            | 80,71 m |
| 2008 | IAAF World Athletics Final  | Stuttgart | 3º            | 78,99 m |
| 2011 | Mundial de Atletismo        | Daegu     | 1º            | 81,24 m |

## Marcas personales
| Carrera                 | Tiempo       | Fecha                    |
| ----------------------- | ------------ | ------------------------ |
| Lanzamiento de disco    | 41.93 metros | 21 de septiembre de 2002 |
| Lanzamiento de martillo | 84.64 metros | 29 de junio de 2003      |